# 푸조 5008
푸조 5008(프랑스어: Peugeot 5008)은 프랑스 제조업체 푸조가 2009년부터 생산하고 있는 자동차 시리즈이다. 원래는 소형 MPV로 분류되었으나, 2017년부터는 중형 크로스오버 SUV로 재분류되었다. 5인승 및 7인승 버전이 출시되었으며, 엔진 라인업은 푸조 3008과 동일하다.

## 1세대 (T87; 2009년)

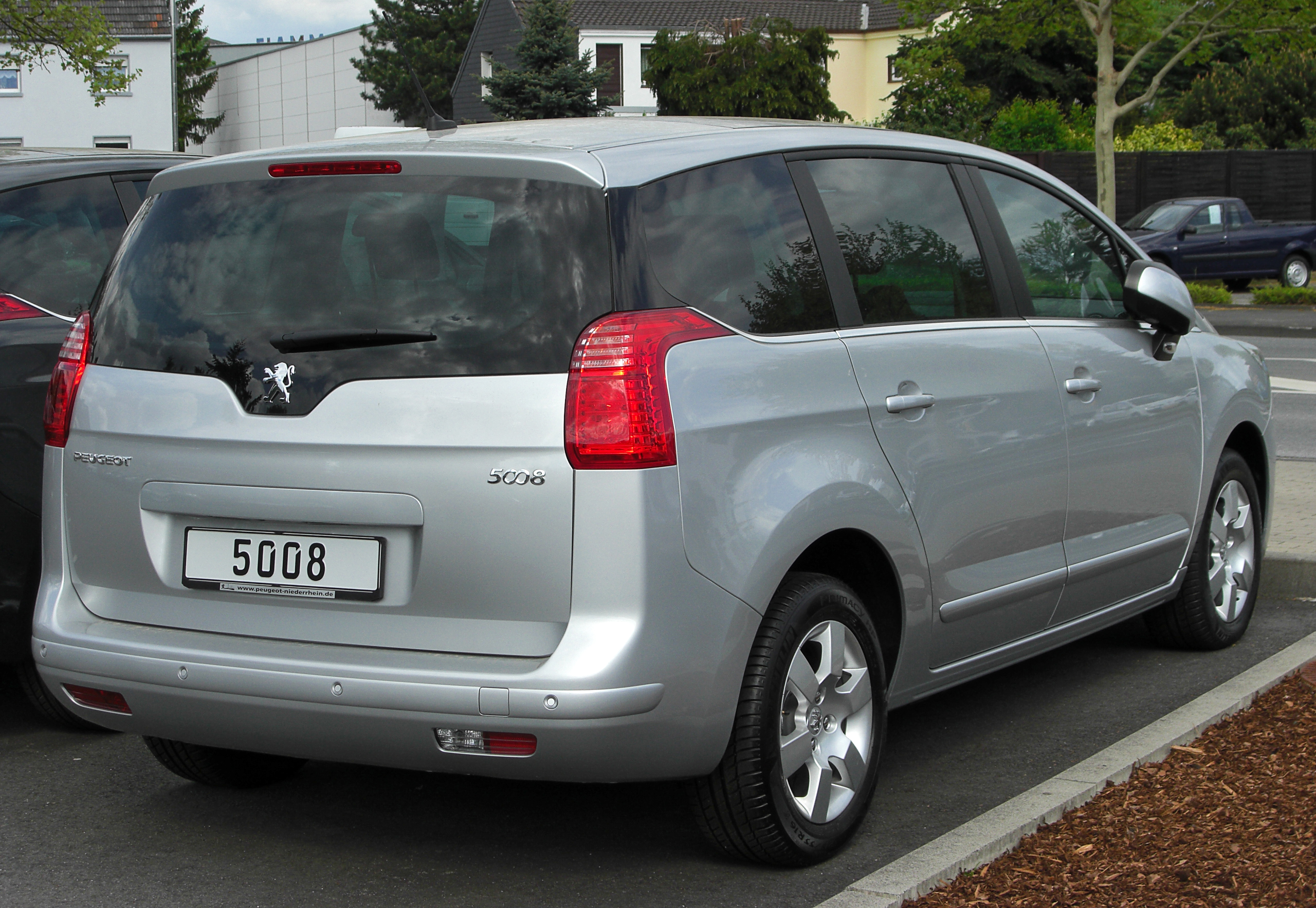
푸조 5008 (유럽)

1세대는 2009년 7월에 공개되었고, 2009년 11월에 공식적으로 판매를 시작했다. 5008의 출시는 푸조 디자인 디렉터 질 비달의 승진과 동시에 이루어졌으며, 그의 영향은 이미 회사의 모델에 나타나기 시작하여 스타일링 방향의 르네상스를 약속했다.
5008은 1세대 푸조 3008과 핵심 구조 및 기계 부품을 공유한다. 5008은 What Car? 잡지에서 2010년 올해의 MPV로 선정되었다. 넓은 실내 공간과 미래지향적인 디자인 덕분에 5008은 '스페이스 왜건'이라고 불리는 충성도 높은 팬층을 형성했다.

### 부분 변경
1세대는 2013년 10월에 부분 변경되었다. 부분 변경을 통해 퓨어테크 3기통 가솔린 및 신형 블루HDi 디젤 옵션을 포함하는 새로운 엔진 라인업이 도입되었다.

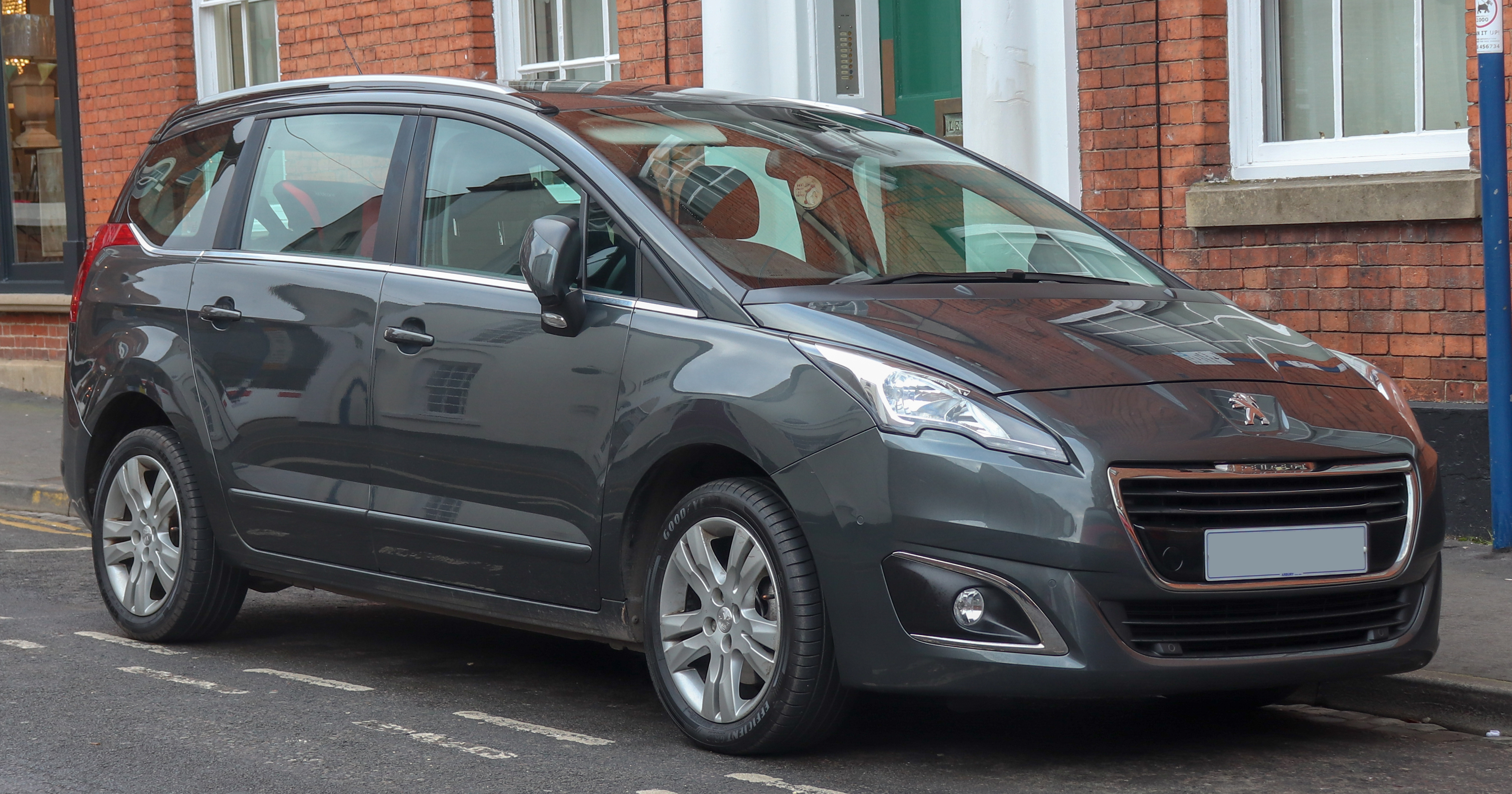
전면 (부분 변경)
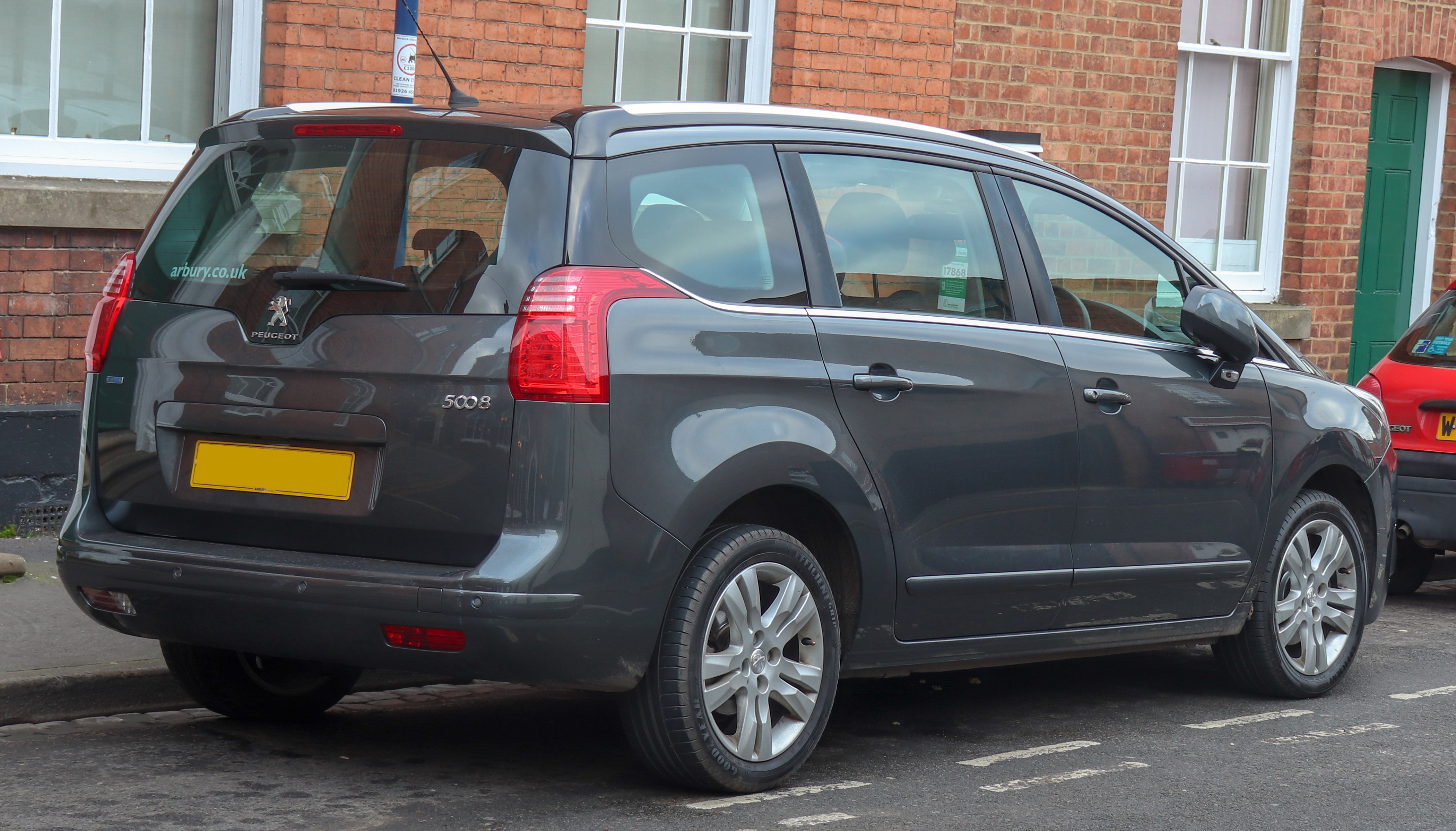
후면 (부분 변경)

### 엔진
| 가솔린 엔진                | 가솔린 엔진 | 가솔린 엔진 | 가솔린 엔진                         | 가솔린 엔진                     | 가솔린 엔진                | 가솔린 엔진        | 가솔린 엔진     | 가솔린 엔진       | 가솔린 엔진 |
| 모델                       | 엔진        | 배기량      | 출력                                | 토크                            | 0–100 km/h (0–62 mph) (초) | 최고 속도          | 변속기          | CO2 배출량 (g/km) |             |
| -------------------------- | ----------- | ----------- | ----------------------------------- | ------------------------------- | -------------------------- | ------------------ | --------------- | ----------------- | ----------- |
| 1.2 퓨어테크 2014년~2016년 | I3          | 1200 cc     | 120 PS (88 kW; 118 hp) @ 6,000 rpm  | 160 N·m (118 lb·ft) @ 4,250 rpm | 11.8                       | 115 mph (185 km/h) | 5단 수동        | 118               |             |
| 1.6 VTi 2009년~2016년      | I4          | 1598 cc     | 120 PS (88 kW; 118 hp) @ 6,000 rpm  | 160 N·m (118 lb·ft) @ 4,250 rpm | 11.8                       | 115 mph (185 km/h) | 5단 수동        | 169               |             |
| 1.6 THP156 2009년~2016년   | I4          | 1598 cc     | 156 PS (115 kW; 154 hp) @ 5,800 rpm | 240 N·m (177 lb·ft) @ 1,400 rpm | 9.7                        | 121 mph (195 km/h) | 6단 수동        | 167               |             |
| 디젤 엔진                  |             |             |                                     |                                 |                            |                    |                 |                   |             |
| 모델                       | 엔진        | 배기량      | 출력                                | 토크                            | 0–100 km/h (0–62 mph) (초) | 최고 속도          | 참고            | CO2 배기량 (g/km) |             |
| HDi 110 2009년~2016년      | I4          | 1560 cc     | 110 PS (81 kW; 108 hp) @ 4,000 rpm  | 240 N·m (177 lb·ft) @ 1,750 rpm | 12.9                       | 114 mph (183 km/h) | 6단 자동화 수동 | 140               |             |
| HDi 110 2009년~2016년      | I4          | 1560 cc     | 110 PS (81 kW; 108 hp) @ 4,000 rpm  | 240 N·m (177 lb·ft) @ 1,750 rpm | 12.9                       | 114 mph (183 km/h) | 6단 수동        | 140               |             |
| HDi 150 2009년~2016년      | I4          | 1997 cc     | 150 PS (110 kW; 148 hp) @ 3,750 rpm | 340 N·m (251 lb·ft) @ 2,000 rpm | 10.0                       | 121 mph (195 km/h) | 6단 수동        | 151               |             |
| HDi 163 2009년~2016년      | I4          | 1997 cc     | 163 PS (120 kW; 161 hp) @ 3,750 rpm | 340 N·m (251 lb·ft) @ 2,000 rpm | 10.5                       | 118 mph (190 km/h) | 6단 자동        | 178               |             |

## 2세대 (P87; 2017년)
2세대는 SUV로, 2016년 9월 7일 언론에 공개되었으며, 2016 파리 모터쇼에서 대중에게 공개될 예정이었다. 기본적으로 푸조 3008의 7인승 버전으로, 2017년 봄에 출시될 예정이었다. 휠베이스는 3008보다 165mm 길고, 약 50kg 더 무겁다.
5008은 프랑스 렌의 PSA 공장에서 조립된다. 중국에서는 청두의 둥펑 PSA 공장에서 3008 II (중국에서는 4008이라고 불림) 및 시트로엥 C5 에어크로스와 함께 조립된다. 중국에서 이 세 모델은 모두 동일한 플랫폼, 엔진, 변속기를 공유한다.

### 디자인
이전 세대가 순수 MPV였던 것과 달리, 5008은 판매 추세를 따르기 위해 SUV로 변경되었다. 이는 사실 몇 달 전에 공개된 3008의 확장 버전이다. 특정 요소로는 다른 전면 그릴과 전면 범퍼, 그리고 후면 창 하단까지 전체 파빌리온을 관통하는 크롬 아치가 포함된다.
5008의 내부는 더 작은 3008과 유사한 i-콕핏 디자인을 공유한다. 특히 8인치 터치스크린과 12.3인치 고해상도 디지털 헤드업 패널이 제공된다.

반면에 2.84m로 확장된 휠베이스는 용량을 크게 늘릴 수 있게 해주었다. 7인승 좌석이 세 줄로 나뉘어 제공된다. 첫 번째 줄에서는 조수석을 접어 긴 물건을 실을 수 있다. 두 번째 줄은 세 개의 독립적인 좌석으로 구성되어 있으며, 접고 길이와 경사를 조절할 수 있다. 마지막으로 세 번째 줄은 두 개의 추가 좌석으로 구성되어 있으며, 개별적으로 접거나 펼 수 있다.

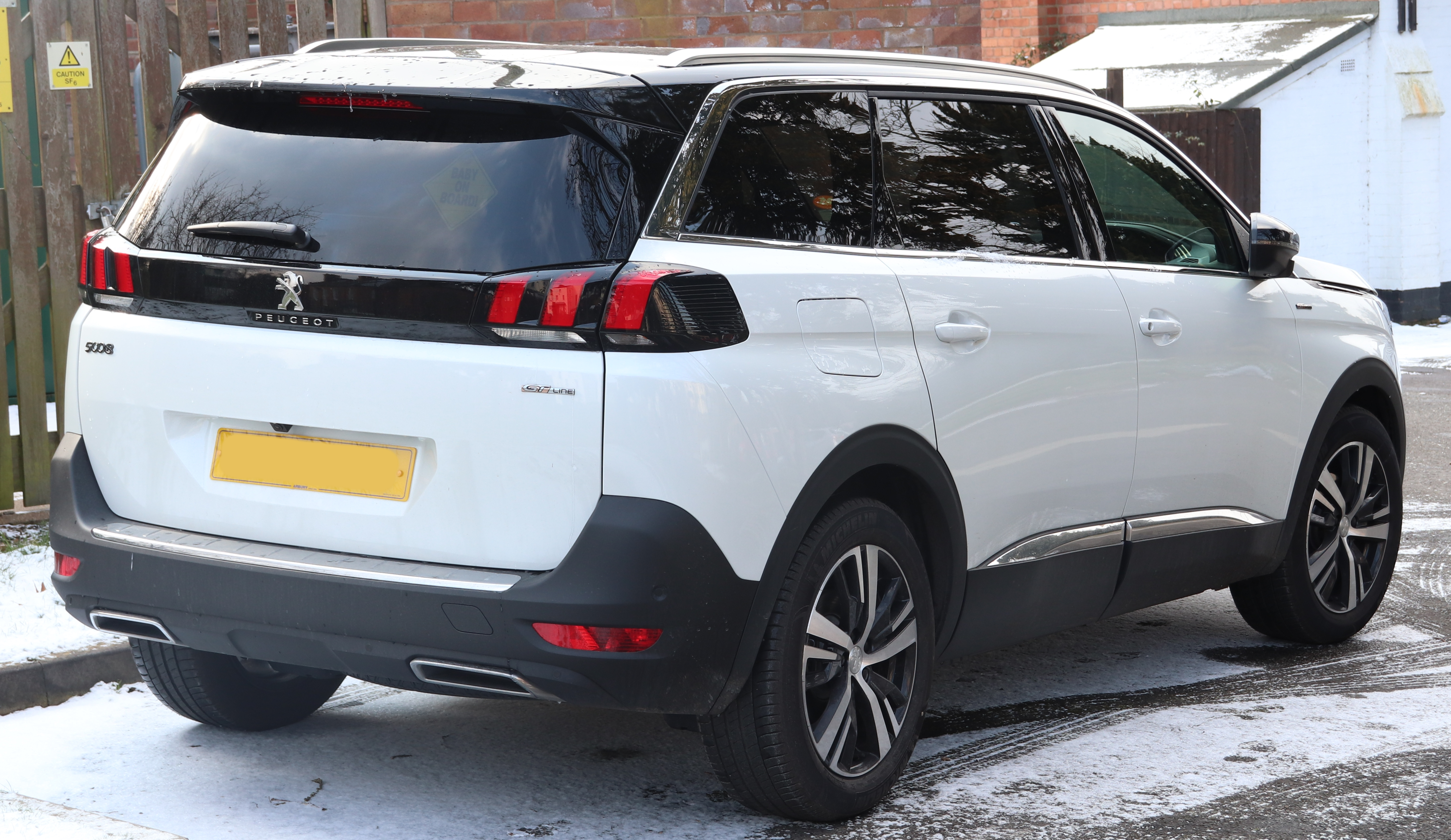
뒷모습 (GT 라인)
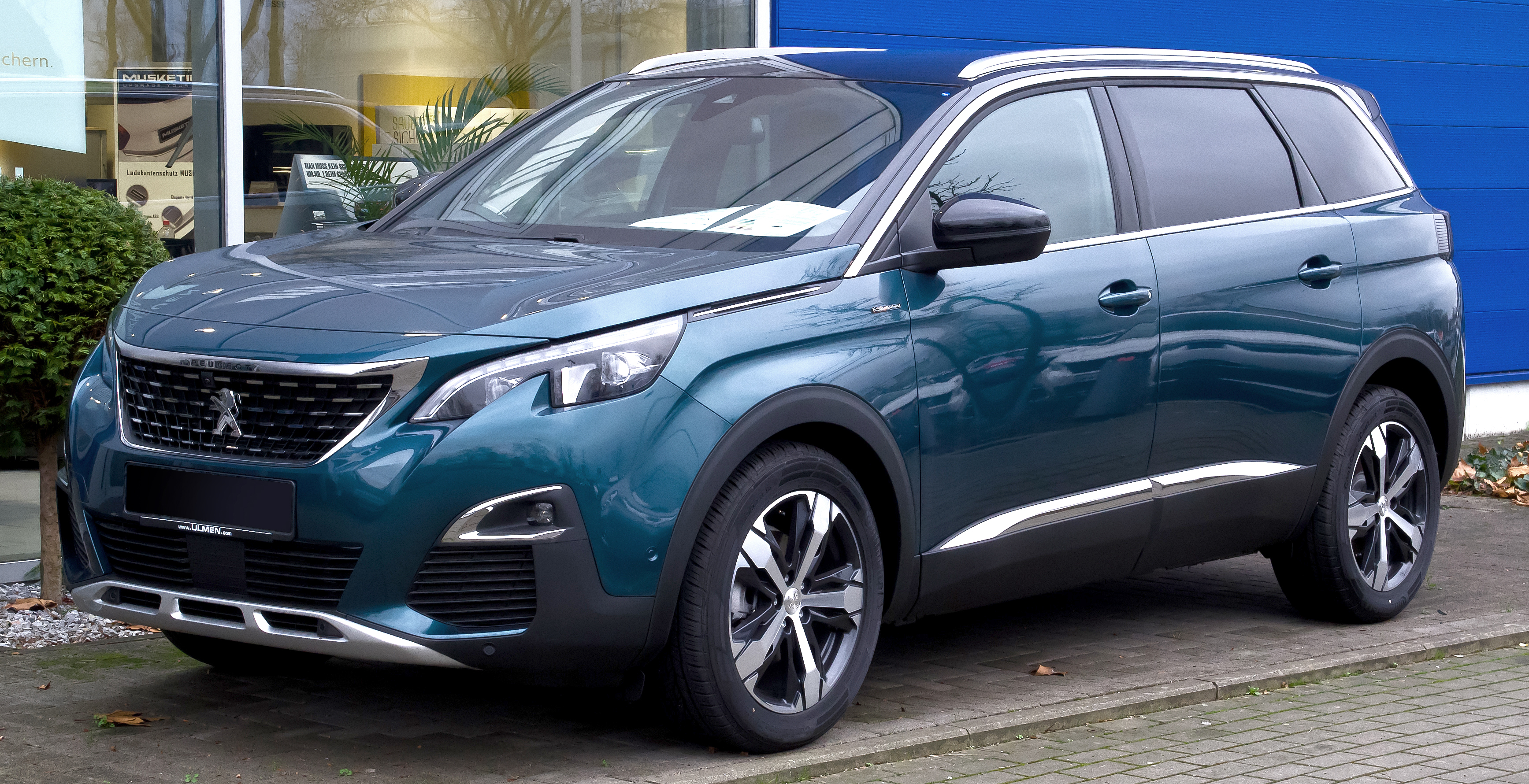
앞모습 (GT 라인)
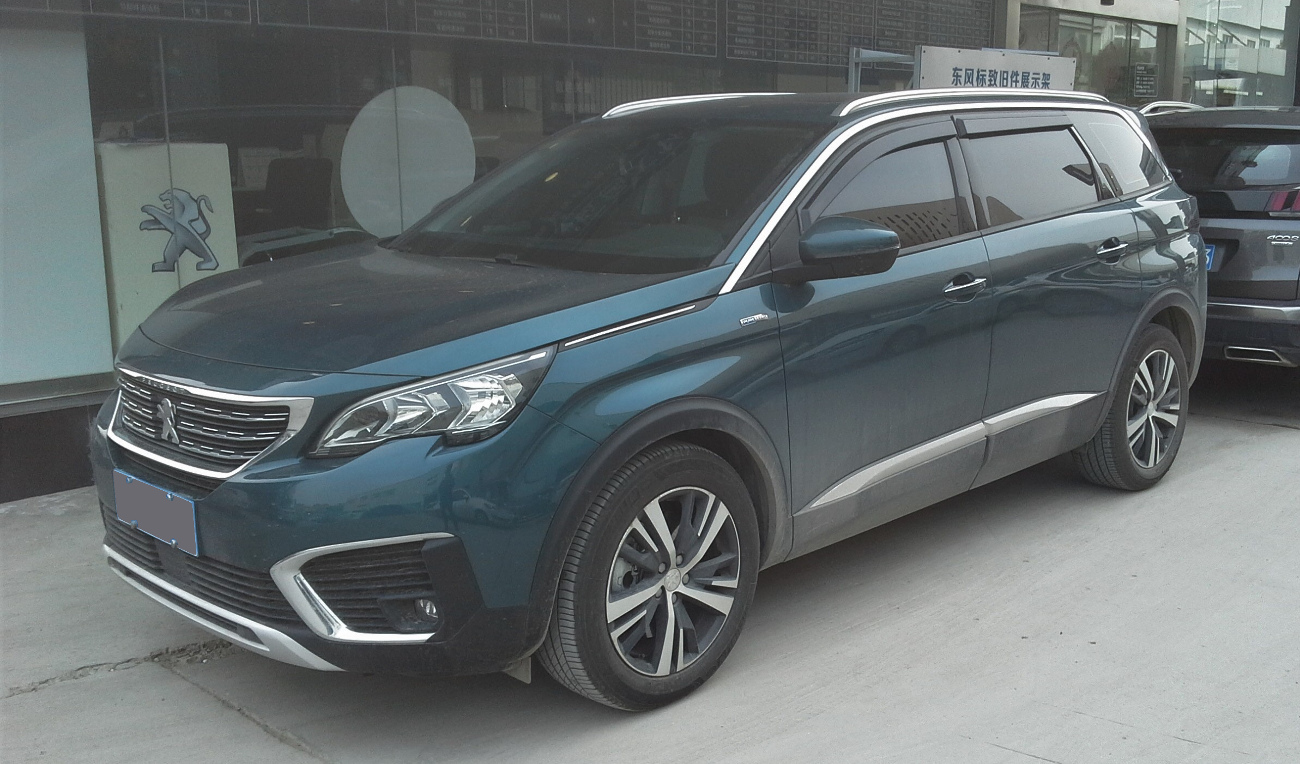
푸조 5008 (중화인민공화국)
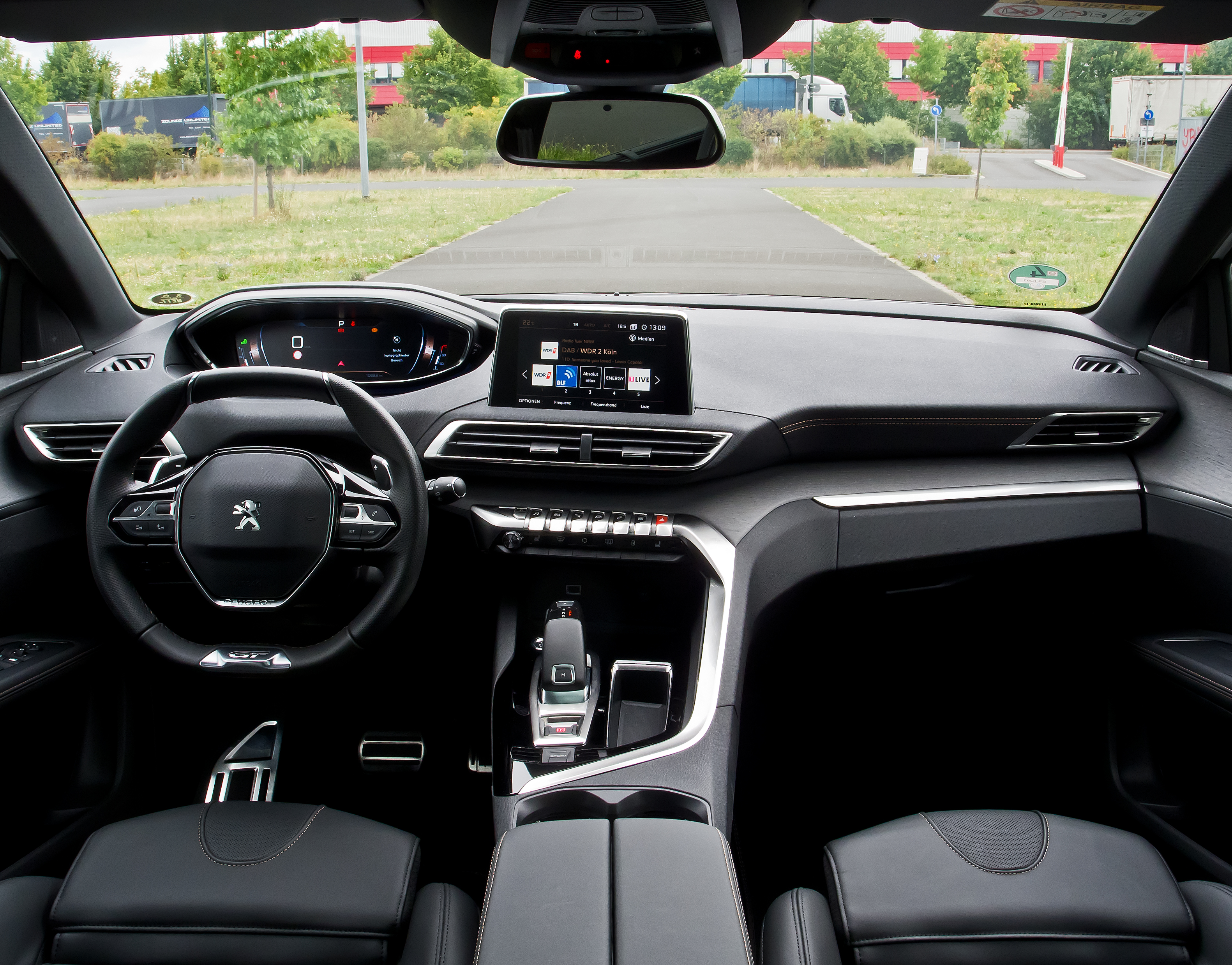
내부

### 부분 변경
2세대 푸조 5008의 부분 변경은 2020년 9월에 공개되었다. 이는 푸조 3008과 푸조 308에서 볼 수 있는 푸조의 새로운 디자인 언어를 강조하며, 새로운 헤드라이트와 테일라이트, 새로운 범퍼, 새로운 색상 옵션, 새로운 모델 및 최신 기술을 포함한다.

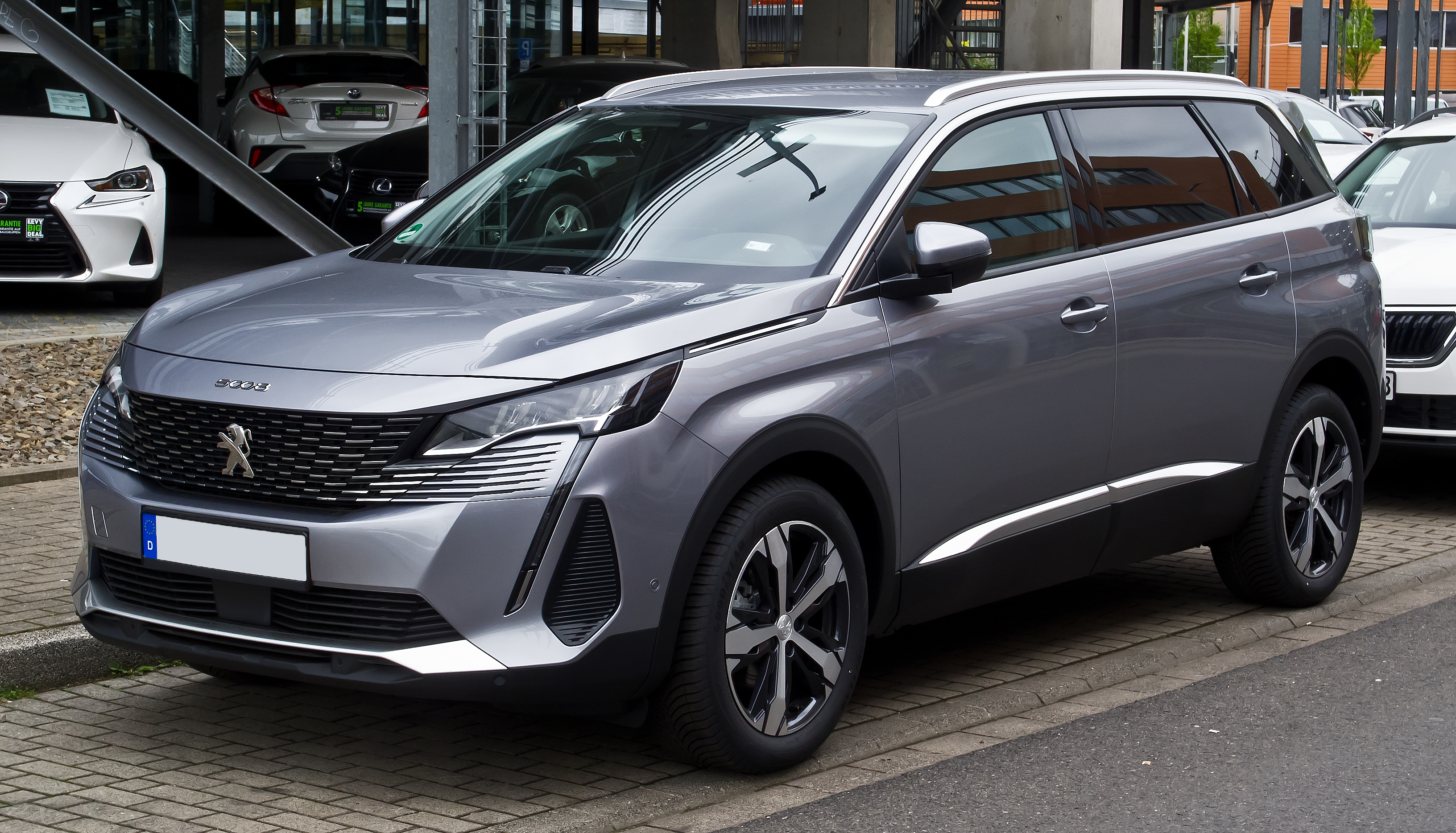
2020년 부분 변경
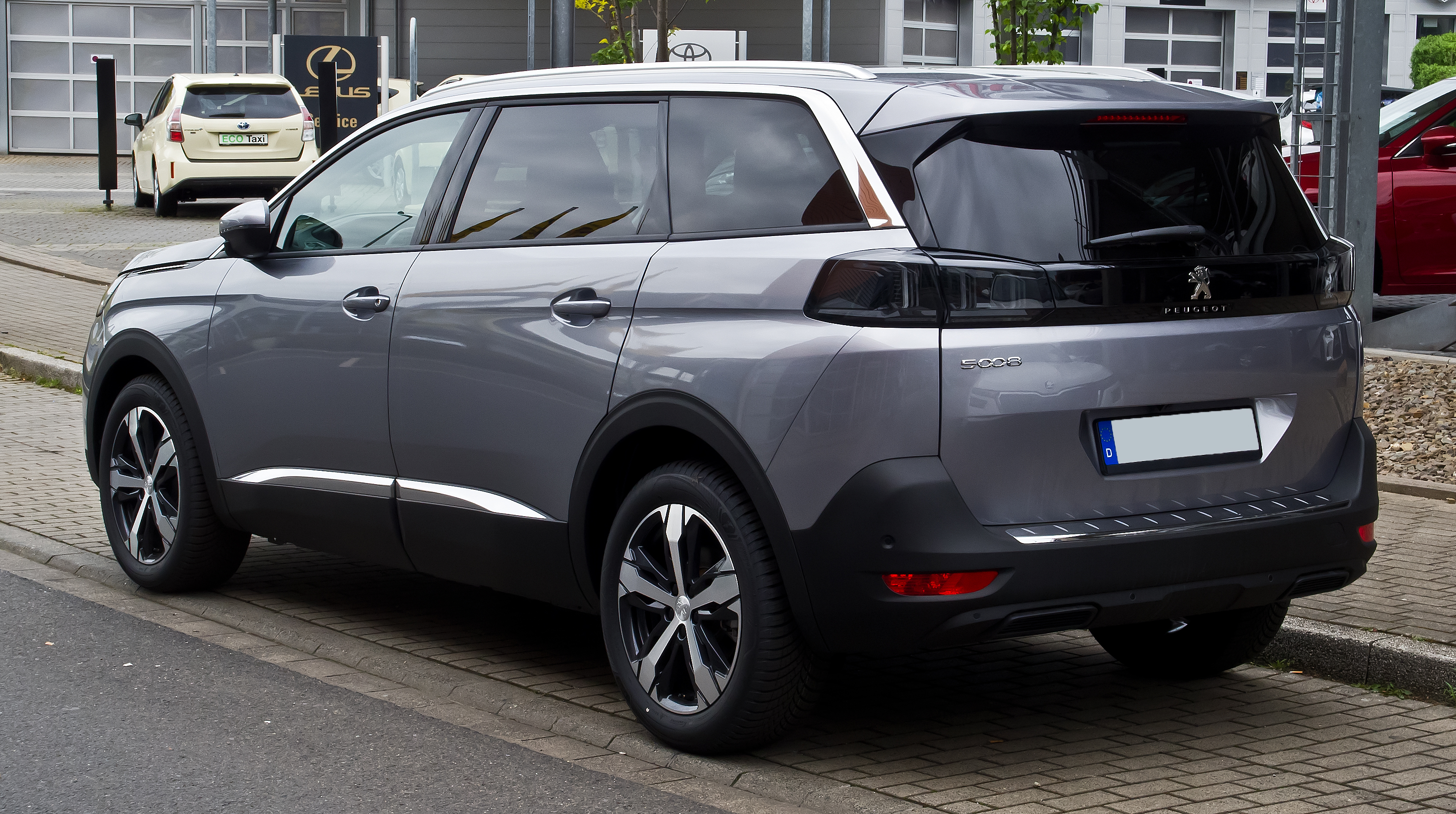
2020년 부분 변경

#### 하이브리드
2023년 2월, 푸조는 5008 하이브리드를 출시했다. 이 마일드 하이브리드 기술은 가솔린 모델에 비해 연료 소비를 최대 15%까지 줄여준다.

## 3세대 (P67; 2024년)
3세대 5008은 2024년 3월 20일에 공개되었으며, 생산은 2024년에 시작되었다. 5008은 기본적으로 3008의 롱 버전이며, STLA 미디엄 플랫폼을 기반으로 한다. 5008은 PSA 소쇼 공장에서만 생산되며, 전동기는 프랑스 트레메리에 있는 스텔란티스-니덱 합작 투자 회사에서 제조 및 생산되고, ACC 배터리는 프랑스 두브린에 있는 기가팩토리에서 제조된다.

### 개요
5008의 디자인은 강력한 SUV 특성을 특징으로 하며, 실내 공간을 최대화하기 위해 이전 모델의 각진 형태를 유지하면서도 역동적인 실루엣 디자인을 결합했다. 푸조의 새로운 픽셀 LED 조명 기술을 사용한 새로운 '클로 이펙트' 조명 시그니처, 차체 색상과 조화를 이루는 그릴, 그리고 세련된 측면 디자인 요소로 강조된 경사진 후면 창이 특징이다. 푸조는 장식용 인서트의 수를 줄이고 크롬 부품을 차체 색상 요소로 대체하여 지속 가능한 디자인 접근 방식을 만들었다.
5008의 내부는 3008과 유사하다. 대시보드에는 21인치 플로팅 스크린이 상단에 장착된 푸조의 3세대 i-콕핏 디자인, 중앙에 10개의 사용자 정의 가능한 터치스크린 버튼인 iToggles, 그리고 운전자가 누를 때만 활성화되는 버튼이 있는 컴팩트한 스티어링 휠이 특징이다.

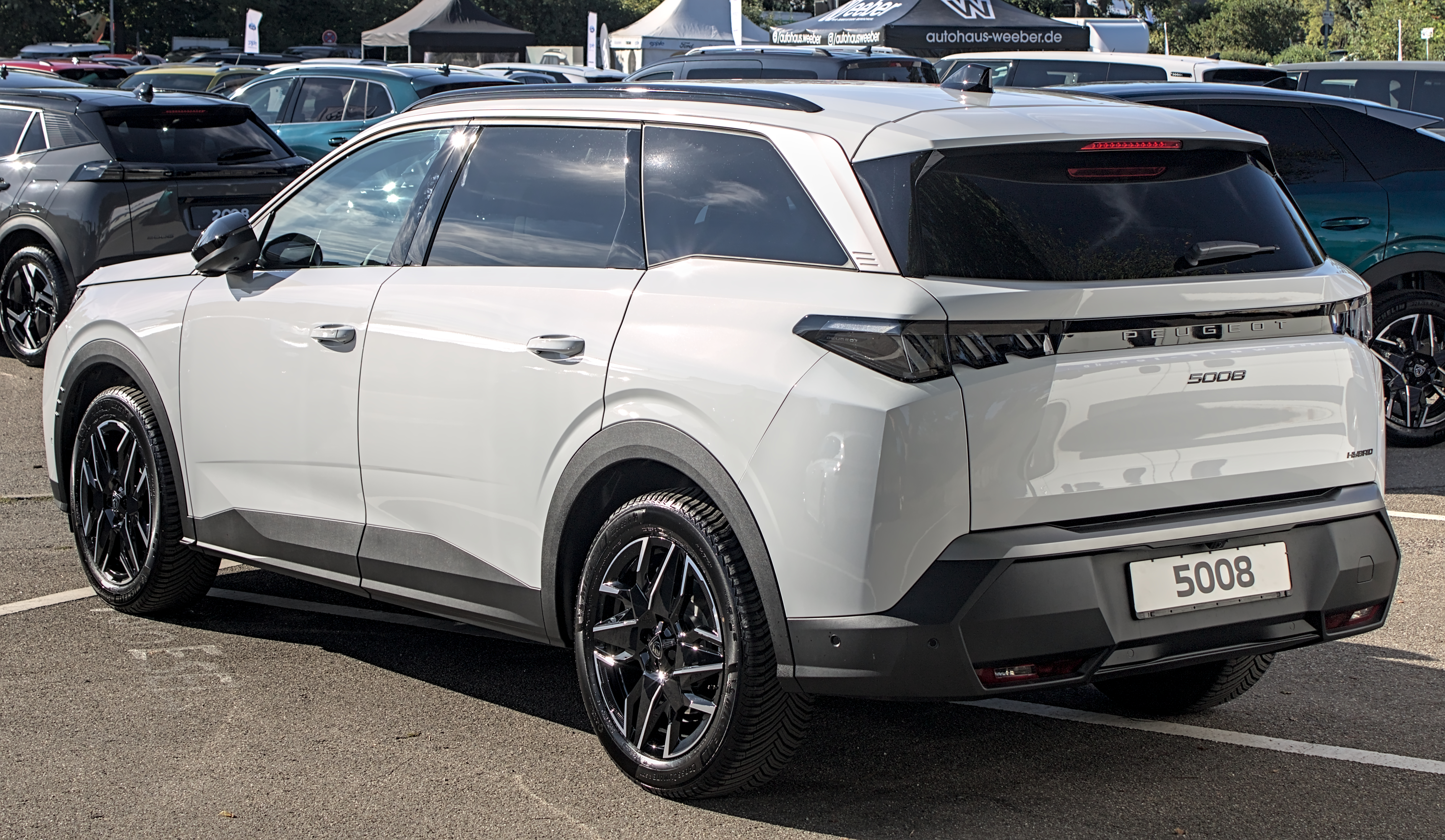
뒷모습
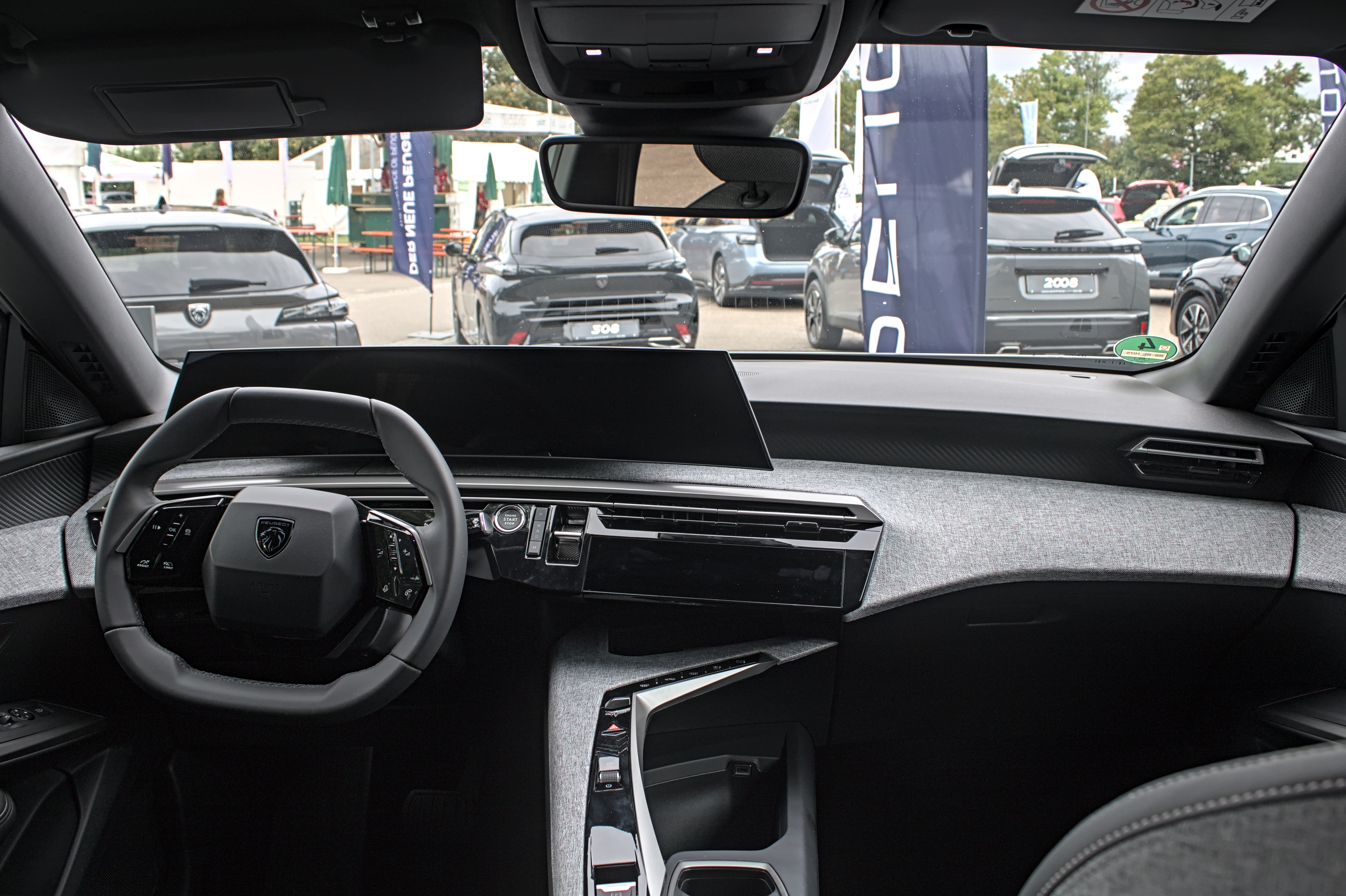
내부

### 파워트레인
| 모델                        | 유형                        | 배터리                      | 배기량                       | 출력                                                             | 토크                                                     | 시스템 총 출력          | 0–100 km/h (0–62 mph)  | 최고 속도              | 변속기                          | 레이아웃               |
| 마일드 하이브리드 엔진      | 마일드 하이브리드 엔진      | 마일드 하이브리드 엔진      | 마일드 하이브리드 엔진       | 마일드 하이브리드 엔진                                           | 마일드 하이브리드 엔진                                   | 마일드 하이브리드 엔진  | 마일드 하이브리드 엔진 | 마일드 하이브리드 엔진 | 마일드 하이브리드 엔진          | 마일드 하이브리드 엔진 |
| --------------------------- | --------------------------- | --------------------------- | ---------------------------- | ---------------------------------------------------------------- | -------------------------------------------------------- | ----------------------- | ---------------------- | ---------------------- | ------------------------------- | ---------------------- |
| 1.2 하이브리드 145          | 1.2 L PSA EB2DTS 터보 I3    | 0.43 kWh Li-NMC 배터리      | 1,199 cc (1.2 L; 73.2 cu in) | 136 PS (134 hp; 100 kW) @ 5,500 rpm 모터: 21 PS (21 hp; 15 kW)   | 230 N·m (170 lb·ft) @ 1,750 rpm 모터: 51 N·m (38 lb·ft)  | 145 PS (143 hp; 107 kW) | 11.3 초                | 200 km/h (120 mph)     | 6단 듀얼 클러치 변속기 (e-DCS6) | FWD                    |
| 플러그인 하이브리드 엔진    |                             |                             |                              |                                                                  |                                                          |                         |                        |                        |                                 |                        |
| 1.6 플러그인 하이브리드 195 | 1.6 L PSA EP6FADTXD 터보 I4 | 17.9 kWh Li-NMC 배터리      | 1,598 cc (1.6 L; 97.5 cu in) | 150 PS (148 hp; 110 kW) @ 6,000 rpm 모터: 125 PS (123 hp; 92 kW) | 300 N·m (220 lb·ft) @ 2,500 rpm 모터: 115 N·m (85 lb·ft) | 196 PS (193 hp; 144 kW) | 8.3 초                 | 200 km/h (120 mph)     | 7단 듀얼 클러치 변속기 (e-DCS7) | FWD                    |
| 전기 모델                   |                             |                             |                              |                                                                  |                                                          |                         |                        |                        |                                 |                        |
| 모델                        | 배터리                      | 배터리                      | 변속기                       | 주행거리 (WLTP)                                                  | 출력                                                     | 출력                    | 토크                   | 0–100 km/h (0–62 mph)  | 최고 속도                       | 구동 방식              |
| 전기 210                    | 73 kWh 리튬 이온 NMC (1x)   | 73 kWh 리튬 이온 NMC (1x)   | 1단 직결 구동                | 370 km (230 mi)                                                  | 210 hp (213 PS; 157 kW)                                  | 210 hp (213 PS; 157 kW) | 345 N·m (254 lb·ft)    | 9.7 초                 | 170 km/h (110 mph)              | FWD                    |
| 전기 320 듀얼 모터          | 73 kWh 리튬 이온 NMC (2x)   | 73 kWh 리튬 이온 NMC (2x)   | 1단 직결 구동                | 360 km (220 mi)                                                  | 322 hp (326 PS; 240 kW)                                  | 322 hp (326 PS; 240 kW) | 511 N·m (377 lb·ft)    | 7.0 초                 | 170 km/h (110 mph)              | AWD                    |
| 전기 230 롱 레인지          | 96.9 kWh 리튬 이온 NMC (1x) | 96.9 kWh 리튬 이온 NMC (1x) | 1단 직결 구동                | 485 km (301 mi)                                                  | 228 hp (231 PS; 170 kW)                                  | 228 hp (231 PS; 170 kW) | 345 N·m (254 lb·ft)    | 9.6 초                 | 170 km/h (110 mph)              | FWD                    |

### 안전
3세대 5008은 오펠 그랜드랜드 및 푸조 3008과 유로 NCAP 결과를 공유한다.

## 판매량
| 연도 | 유럽   | 중화인민공화국 | 브라질 |
| ---- | ------ | -------------- | ------ |
| 2009 | 6,520  |                |        |
| 2010 | 70,156 |                |        |
| 2011 | 68,643 |                |        |
| 2012 | 52,228 |                |        |
| 2013 | 41,888 |                |        |
| 2014 | 34,588 |                |        |
| 2015 | 31,444 |                |        |
| 2016 | 28,034 |                |        |
| 2017 | 46,689 | 22,634         |        |
| 2018 | 78,832 | 20,588         | 628    |
| 2019 | 76,104 | 9,372          | 440    |
| 2020 | 54,468 | 3,725          | 141    |
| 2021 | 53,119 | 6,937          | 1      |
| 2022 | 36,868 | 4,763          |        |